# Cruzada São Sebastião
A Cruzada São Sebastião é um conjunto habitacional de influência modernista localizado à margem oeste do Jardim de Alá, no bairro do Leblon, na zona sul da cidade do Rio de Janeiro, no Brasil. Do conjunto, fazem parte a igreja dos Santos Anjos e a escola municipal Santos Anjos, que foram tombados pela Secretaria Extraordinária do Patrimônio Cultural em 2008.

## História
Foi inaugurada em 29 de outubro de 1955, por iniciativa de dom Hélder Câmara, então secretário-geral da Conferência Nacional dos Bispos do Brasil (CNBB), que convenceu o então presidente da república, Café Filho, a firmar um convênio para construir o conjunto habitacional. O objetivo era fazer, dali, uma espécie de plano piloto, um pontapé inicial para a meta de dom Hélder de acabar em dez anos com as 150 favelas existentes na cidade naquela época. A chave para o primeiro morador foi entregue em 3 de janeiro de 1957.
Os primeiros moradores eram oriundos da vizinha favela Praia do Pinto, que viria a sofrer um incêndio em 11 de maio de 1969 e seria substituída pelo condomínio Selva de Pedra, em frente ao Paissandu Atlético Clube e à associação Atlética Banco do Brasil. O conjunto de dez prédios e 945 apartamentos foi financiado num prazo de quinze anos, em pagamentos mensais de quantias que correspondiam, nos maiores apartamentos (de dois quartos), ao correspondente a quinze por cento do salário mínimo.[carece de fontes?]

## Problemas
Por abrigar majoritariamente moradores negros, de baixa renda e de baixa escolaridade e, ao mesmo tempo, se localizar em uma das áreas mais valorizadas do país, os moradores do conjunto costumam ser vítimas de preconceito pela população local.
O conjunto sofre com a violência gerada pelo tráfico de drogas realizado no local pelo Comando Vermelho.

## Moradores ilustres
A Cruzada já foi moradia de vários ilustres desportistas, como: 
- Adílio, que jogou por vários anos no Flamengo, fazendo parte do elenco mais vitorioso da história do clube.
- Júlio César "Uri Geller"
- Ernani (Vasco)
- Paulo Pereira (Vasco)
- Rui Rei (Ponte Preta)
- Almir (jogador de basquete do Flamengo).